# 495年
| 千纪： | 1千纪                                                                                           |
| 世纪： | 4世纪 \| 5世纪 \| 6世纪                                                                         |
| 年代： | 460年代 \| 470年代 \| 480年代 \| 490年代 \| 500年代 \| 510年代 \| 520年代                       |
| 年份： | 490年 \| 491年 \| 492年 \| 493年 \| 494年 \| 495年 \| 496年 \| 497年 \| 498年 \| 499年 \| 500年 |
| 纪年： | 乙亥年（猪年）；北魏太和十九年；柔然太安四年；南朝齐建武二年                                    |

## 大事记
- 北魏孝文帝為安頓來中國傳授小乘佛教的跋陀，於少室山建少林寺。
- 魏孝文帝下詔首先在宮廷中禁止包括鮮卑語在內的諸北語，改說漢語。
- 塞爾迪克領導撒克遜人建立韋塞克斯。